# Comissió Jenkins
La Comissió Jenkins és la Comissió Europea presidida pel polític britànic Roy Jenkins, que inicià el seu mandat el 6 de gener de 1977 i el va finalitzar el 5 de gener de 1981. Jennkis va ser elegit per a substituir a François-Xavier Ortoli.

## Línies de treball
La successora de la Comissió Ortoli va haver d'afrontar un creixement estancat i una inflació en augment, especialment en la factura energètica. Malgrat això, van aconseguir incrementar el seu pressupost i desenvolupar els primers passos vers la unió econòmica i monetària de la Comunitat Europea, creant l'any 1979 el Sistema Monetari Europeu i l'ecu (precursor de l'euro).
També va afrontar les primeres eleccions al Parlament Europeu amb sufragi universal directe, celebrades entre el 7 i 10 de juny de 1979, que van iniciar la I legislatura del Parlament, així com l'entrada de Grècia a la Comunitat, fent-se efectiva l'1 de gener de 1981.
Finalment, la Comissió també va ser molt activa en les relacions exteriors, i fins i tot Roy Jenkins es va convertir en el primer president de la Comissió Europea en assistir a una cimera del G-7 en nom de la Comunitat Econòmica Europea, el 7 i 8 de maig de 1977 a la ciutat de Londres.

## Col·legi de Comissaris
La Comissió Jenkis va comptar amb 13 comissaris, un per cada país de la Comunitat Econòmica Europea, amb l'excepció de França, Regne Unit, Itàlia i Alemanya, que en tenien dos. Tots els comissaris designats pels estats eren homes.
Els partits agrupats a la Confederació dels Partits Socialistes de la Comunitat Europea tenien 6 representants enfront dels 3 del Partit Popular Europeu, al que es podria sumar el conservador Christopher Tugendhat del Regne Unit, i un únic representant de la Federació de Partits Liberals i Demòcrates a Europa, a més de dos independents.
| Comissió Jenkins |                                                   |                                                                                         |          |                                                 |                                                          |          |                                                   |                                                             |
|                  |                                                   |                                                                                         |          |                                                 |                                                          |          |                                                   |                                                             |
|                  |                                                   |                                                                                         |          |                                                 |                                                          |          |                                                   |                                                             |
|                  |                                                   |                                                                                         |          |                                                 |                                                          |          |                                                   |                                                             |
| Designat         | Designat                                          | Cartera                                                                                 | Designat | Designat                                        | Cartera                                                  | Designat | Designat                                          | Cartera                                                     |
|                  | · Roy Jenkins · Regne Unit · (UPSCE - Lab)        | President                                                                               |          | · Wilhelm Haferkamp · RFA · (UPSCE - SPD)       | Vicepresident — Relacions exteriors                      |          | · Henk Vredeling · Països Baixos · (UPSCE - PvdA) | Vicepresident — Treball i assumptes socials                 |
| [ 7 ]            | · Roy Jenkins · Regne Unit · (UPSCE - Lab)        | [ 7 ]                                                                                   | [ 7 ]    | · Wilhelm Haferkamp · RFA · (UPSCE - SPD)       |                                                          |          | · Henk Vredeling · Països Baixos · (UPSCE - PvdA) |                                                             |
|                  | · Finn Olav Gundelach · Dinamarca · (Independent) | Vicepresident — Agricultura i pesca                                                     |          | · François-Xavier Ortoli · França · (PPE - UDR) | Vicepresident — Economia, finances, crèdits i inversions |          | · Lorenzo Natali · Itàlia · (PPE - DC)            | Vicepresident — Ampliació, Medi Ambient i seguretat nuclear |
| [ 7 ]            | · Finn Olav Gundelach · Dinamarca · (Independent) | [ 7 ]                                                                                   | [ 7 ]    | · François-Xavier Ortoli · França · (PPE - UDR) |                                                          |          | · Lorenzo Natali · Itàlia · (PPE - DC)            |                                                             |
|                  | · Richard Burke · Irlanda · (PPE - FG)            | Comissari — Relacions amb el Parlament, Fiscalitat, Protecció al Consumidor i Transport |          | · Guido Brunner · RFA · (LDE - FDP)             | Comissari — Energia, Ciència i Recerca                   |          | · Raymond Vouel · Luxemburg · (UPSCE - LSAP)      | Comissari — Competència                                     |
| [ 7 ]            | · Richard Burke · Irlanda · (PPE - FG)            | [ 7 ]                                                                                   | [ 7 ]    | · Guido Brunner · RFA · (LDE - FDP)             |                                                          |          | · Raymond Vouel · Luxemburg · (UPSCE - LSAP)      |                                                             |
|                  | · Étienne Davignon · Bèlgica · (Independent)      | Comissari — Mercat Interior, Unió Aduanera i Afers industrials                          |          | · Claude Cheysson · França · (UPSCE - PS)       | Comissari — Desenvolupament                              |          | · Antonio Giolitti · Itàlia · (UPSCE - PSI)       | Comissari — Política Regional                               |
| [ 7 ]            | · Étienne Davignon · Bèlgica · (Independent)      | [ 7 ]                                                                                   | [ 7 ]    | · Claude Cheysson · França · (UPSCE - PS)       |                                                          |          | · Antonio Giolitti · Itàlia · (UPSCE - PSI)       |                                                             |
|                  | · Christopher Tugendhat · Regne Unit · (CON)      | Comissari — Pressupostos                                                                |          |                                                 |                                                          |          |                                                   |                                                             |
| [ 7 ]            | · Christopher Tugendhat · Regne Unit · (CON)      |                                                                                         |          |                                                 |                                                          |          |                                                   |                                                             |